# 버마집박쥐
버마집박쥐(Hypsugo lophurus)는 애기박쥐과에 속하는 박쥐의 일종이다. 미얀마와 태국에서 발견된다.

## 특징
작은 박쥐로 몸길이가 56mm, 전완장이 35mm이다. 꼬리 길이는 39mm, 귀 길이는 14mm이다. 털은 길고 부드럽다. 등 쪽 털은 짙은 갈색이고 배 쪽은 좀더 밝은 색을 띤다.

## 생태
먹이는 곤충이다.

## 분포 및 서식지
미얀마 남부 테나시림 관구 말리운 근처에서 1914년에 포획된 수컷 한 마리가 유일한 표본으로 현재 런던 자연사 박물관에 보관되어 있다. 해수면의 부근 상록수림으로 둘러싼 목초지에서 서식한다.